# Ареа Индуст. Черамика Сант'Агостино (Ферара)
Ареа Индуст. Черамика Сант'Агостино (итал. Area Indust. Ceramica Sant'Agostino) је насеље у Италији у округу Ферара, региону Емилија-Ромања.
Према процени из 2011. у насељу је живело 25 становника. Насеље се налази на надморској висини од 12 м.